# Marija Pucarević
Marija Pucarević est une ancienne joueuse de volley-ball serbe née le 20 août 1990 à Belgrade. Elle mesure 1,83 m et jouait au poste de passeuse. Elle a totalisé 32 sélections en équipe de Serbie.

## Clubs
| Club                    | De        | À         |
| ----------------------- | --------- | --------- |
| Postar 064 Belgrade     | 2005-2006 | 2009-2010 |
| VfB Suhl                | 2010-2011 | 2012-2013 |
| Hapoël Ironi Kiryat Ata | 2013-2014 | 2013-2014 |
| Ladies in Black Aachen  | 2014-2015 | 2014-2015 |
| Étoile Rouge Belgrade   | 2015-2016 | 2015-2016 |
| CSU Târgu Mureș         | 2016-2017 | 2016-2017 |

## Palmarès

### Équipe nationale
- Ligue européenne
  - Vainqueur : 2009.
- Championnat d'Europe des moins de 18 ans
  - Finaliste : 2007.

### Clubs
- Championnat de Serbie
  - Vainqueur : 2006, 2007, 2008, 2009.
- Coupe de Serbie
  - Vainqueur : 2006, 2007, 2008, 2009.
- Coupe d'Allemagne
  - Finaliste :2011, 2015.

### Distinctions individuelles
- Championnat du monde de volley-ball féminin des moins de 18 ans 2007: Meilleure passeuse.